# Guillermo Abascal
Guillermo Abascal Pérez (* 13. April 1989 in Sevilla) ist ein spanischer Fußballtrainer und ehemaliger Fußballspieler.

## Karriere
Der in Sevilla geborene Abascal war Fußballer in der Fußball-Jugendakademie La Masia des FC Barcelona. Mit 19 Jahren zog er sich vom Fußball zurück, um eine Karriere als Fußballtrainer zu verfolgen. Abascal begann seine Laufbahn bei den Jugendmannschaften des FC Sevilla. Zur Saison 2017/18 wechselte er zum Schweizer Zweitligisten FC Chiasso in die Challenge League. Nach einem guten Start in die Saison und dem zwischenzeitlichen 4. Tabellenplatz nach dem 8. Spieltag folgten einige Niederlagen und Unentschieden. Nach der 1:6-Niederlage am 26. Spieltag gegen den FC Vaduz und dem 8. Tabellenplatz wurde Abascal beim FC Chiasso bereits wieder entlassen. Eine Woche später wurde er als neuer Trainer des FC Lugano in der höchsten Schweizer Liga, der Super League, vorgestellt und damit als Nachfolger des entlassenen Pierluigi Tami. In den acht verbleibenden Partien der Saison 2017/18 gelangen ihm mit seiner Mannschaft drei Siege bei zwei Unentschieden und drei Niederlagen. Am Ende der Saison stand man auf dem 8. Schlussrang, womit man vom Abstieg gerettet war.
Am 21. Februar 2022 übernahm er interimistisch die Mannschaft des FC Basel als Nachfolger des entlassenen Patrick Rahmen. Der FCB beendete die Saison als Vize-Meister.
Am 10. Juni 2022 verpflichtete ihn Spartak Moskau als Coach. Im April 2024 wurde er von Spartak entlassen.
Zur Saison 2024/25 unterschrieb er einen Einjahresvertrag beim FC Granada, wurde dort allerdings nach nur einem Sieg aus sechs Pflichtspielen freigestellt.